# 김상헌
김상헌(金尙憲, 1570년 6월 3일~1652년 6월 25일)은 조선 중기의 문신이자 성리학자이다. 병자, 정묘호란시 척화대신으로 이름이 높았으며 효종의 묘정에 종사되었다. 자는 숙도(叔度), 호는 청음(淸陰)·석실산인(石室山人)·서간노인(西磵老人), 시호는 문정(文正)이며. 본관은 안동이다. 월정 윤근수(尹根壽)의 문인이다.
조선후기 세도가의 직계 선조로 그의 후손에서 13명의 재상과 수십 명의 판서, 참판이 배출되었고, 순조비, 헌종비, 철종비 등 왕비 3명과, 숙종의 후궁 영빈 김씨가 모두 그의 후손이었다.

## 생애

### 생애 초반
1570년(선조 3년) 6월 3일 한성 남쪽 외가에서 돈녕부 도정을 지낸 극효(金克孝)의 사남으로 태어났다. 어머니 동래 정씨는 좌의정을 역임한 정유길의 딸이다. 3세 때, 후사 없이 별세한 백부 김대효의 양자로 입적되었으나, 친아버지 김극효 슬하에서 성장했다.
1585년(선조 18년)부터 이황의 문인 월정 윤근수의 문하에서 수학했고, 우계 성혼의 도학에 연원을 두었다.
1590년(선조 23년)에 진사시에 합격하고, 임진왜란 중인 1596년(선조 29년) 정시문과에 병과로 급제하여 통례원 인의(引儀)가 되었다. 이후 부수찬·예조좌랑·부교리를 역임했고, 예조좌랑·시강원사서·이조좌랑·홍문관수찬 등을 역임하였다.
1601년(선조 34년) 제주에서 발생한 길운절(吉雲節)의 역옥(逆獄)을 다스리기 위해 안무어사로 임명되어 6개월 동안 제주도에 파견되었다. 이때의 기록을 남긴 것이 제주 기행문《남사록(南槎錄)》이다.

### 북인과의 갈등
이후 정인홍 등이 성혼 등을 비판할 때 연루되어 외직으로 좌천되었다. 이후 고산찰방(高山察訪)·경성판관(鏡城判官) 등을 지내고 1608년 문과중시에 급제하여 사가독서한 후 동부승지가 되었으나, 이언적과 이황을 배척하려던 정인홍을 탄핵하였다가 광주부사(廣州府使)로 좌천되었다. 이후 이황·이언적 등을 문묘에 종사하는 일을 놓고 1611년 정인홍 등이 상소를 올려 둘을 격렬히 비난하자, 승지로 있으면서 정인홍을 규탄하였다.
1614년(광해군 6년) 8월 27일 위성원종공신 2등(衛聖原從功臣二等)에 책록되었다.
1617년 10월부터 1618년에 인목대비 폐모론(廢母論)이 나오자, 그는 폐모론에 반대하였다.

### 인조 반정과 정묘호란
1623년 인조반정 이후 이조참의에 발탁되었고, 서인 청서파(淸西派)의 영수가 되었다. 1624년(인조 2년) 이괄의 난이 일어나자, 그는 인조에게 누차 상소를 올려, 붕당·파벌을 타파하고 인재를 등용하며 언로를 넓힐 것을 주장하는 상소를 올리기도 하였다. 그러나 반정 이후에도 강직한 성격으로 누차 시사를 비판하다가, 반정 주체들의 뜻에 거슬려 향리로 귀향하였다. 이후 대사간·이조참의·도승지·부제학을 거쳐, 1627년 정묘호란이 일어났을 때 진주사로 명나라에 갔다가 구원병을 청하였고, 돌아와서는 후금과의 화의를 끊을 것과 강홍립의 관작을 복구하지 말 것을 강력히 주장하였다.
인조가 자신의 부친 정원대원군을 대원군에서 다시 왕으로 추존하려 하여, 이른바 추숭논의(追崇論議)가 일어나자 예법에 어긋남을 들어 그에 강력히 반대하였고, 찬성한 반정공신 이귀(李貴) 등과 갈등을 빚어 다시 낙향하였다. 그뒤 다시 육조의 판서 및 예문관·성균관의 제학 등을 지냈다. 공조판서, 형조판서, 예조판서, 이조판서 등을 지냈다.
1633년 사헌부대사헌에 기용되었는데, 이후 2년간 5차례나 대사헌에 임명되었으나, 강직한 언론활동을 벌이다가 여러 고관들과 충돌, 출사와 사퇴를 여러번 반복하였다.

### 병자호란과 척화론

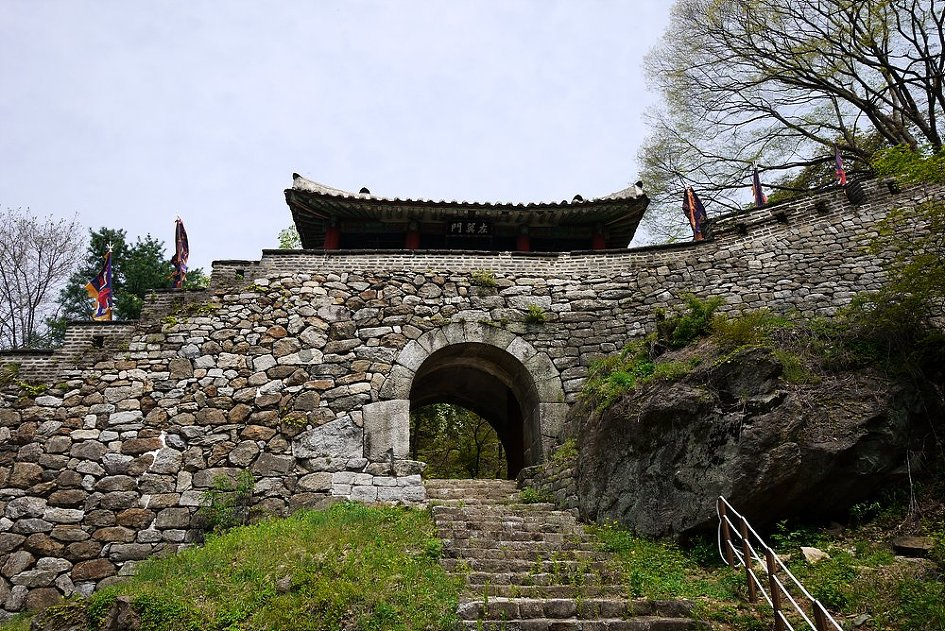
남한산성

1636년 예조판서로 재임할 때, 병자호란이 일어나자 남한산성으로 인조를 호종하였으며 주화론(主和論)을 배척하고 끝까지 주전론(主戰論)을 펴다가 대세가 기울어 항복하는 쪽으로 굳어지고 인조가 항복하자 최명길이 작성한 항복문서를 찢고 통곡하였다. 항복이 정해지자 6일 동안 식음을 전폐하고 교수 자살을 기도했으나 나만갑(羅萬甲) 아들 김광찬 조카 김광현에게 발견되어 실패했는데, 최명길은 가족들이 다 보는 앞에서 자살을 시도해서 죽을 수나 있겠냐며 쇼를 한 것이라 비난했다. 정축하성(소위 삼전도 굴욕) 때 인조를 따라가지 않고 와신상담해서 치욕을 씻고 명나라와의 의리를 유지해야 한다는 내용의 상소를 올린 뒤 1637년 2월 안동 풍산 소산으로 은퇴하였다.
1638년 사헌부 장령 유석(柳碩) 등으로부터 "김상헌이 혼자만 깨끗한 척하며 임금을 팔아 명예를 구한다."라는 내용의 탄핵을 받았다. 그러나 인조는 받아들이지 않고 곧 조정에 다시 들어오라는 명을 내렸으나, 조정에서 군대를 보내 청이 명을 치는 것을 돕는다는 말을 듣고 의연히 반대하였다.
- 인질 생활

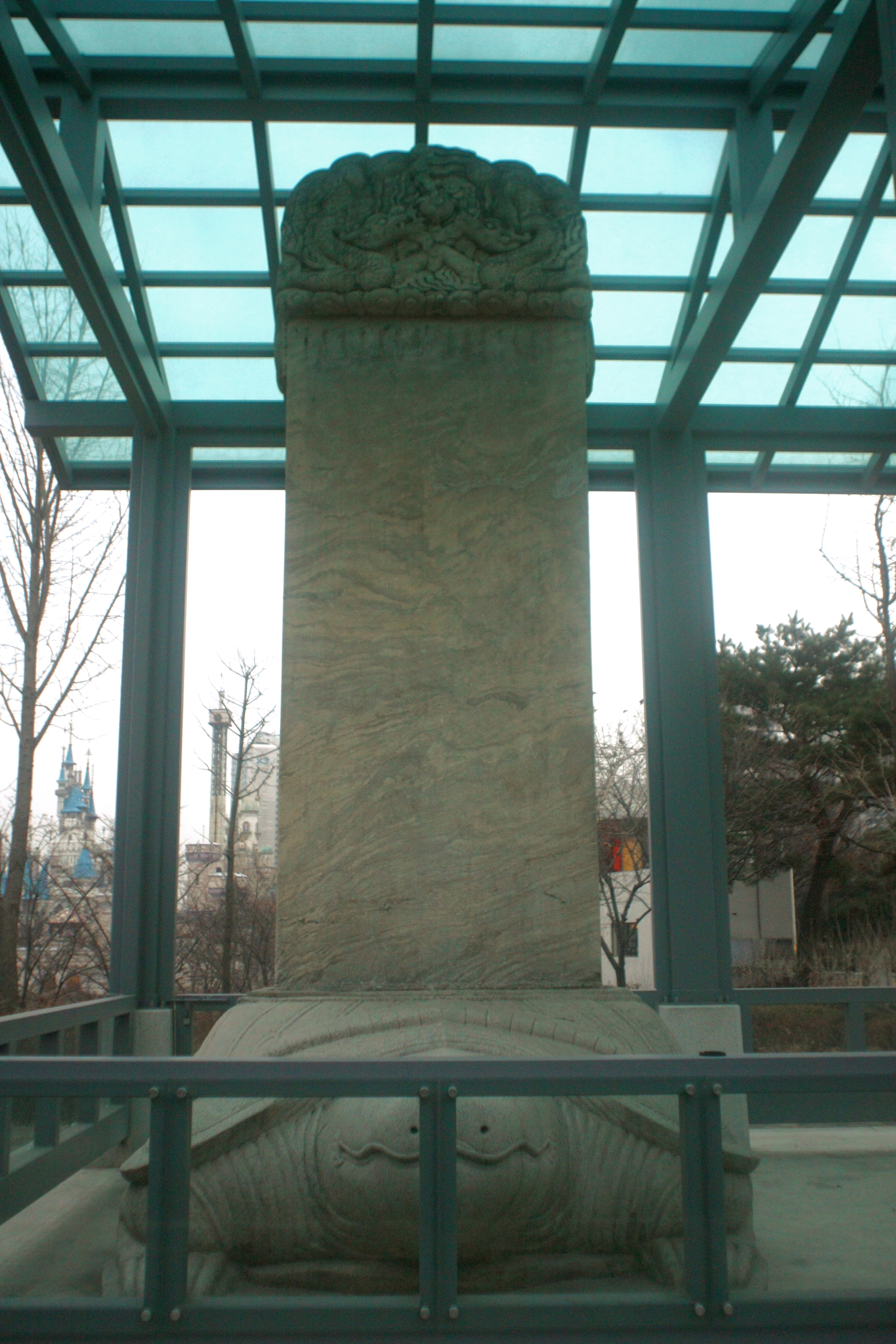
삼전도비

1639년 청나라가 명나라를 공격하기 위해 요구한 출병을 반대하는 상소를 올렸다가 청나라의 거듭된 요구로 1640년 12월 심양으로 압송되어 만주 심양감옥에서 4년 그리고 평안도 의주감옥에서 2년 옥고후 6년뒤에야 완전히 풀려났다. 선양(瀋陽)에 잡혀 있을 때, 여진족은 수시로 회유하였으나, 그는 강직한 성격과 기개로써 청인들의 타협 요구를 거절하고 끝내 조금도 굽히지 않아, 청나라 사람이 의롭게 여기고 칭찬해 말하기를 “김상헌은 감히 이름을 부를 수 없다.라고 했다.
1645년 소현세자와 함께 귀국하였지만, 그를 탐탁지 않게 여기는 인조와의 관계가 원만하지 못하여 벼슬을 단념하고 석실(石室)로 낙향하여 은거하였다. 효종이 즉위하여 북벌을 추진할 때 그 이념적 상징으로 대로(大老)라고 존경을 받았으며, 1649년 대학자로 존경을 받는 가운데 의정부좌의정에 임명되었다. 그러나 수차례 거절하며 은퇴의 뜻을 밝히고 효종에게 인재를 기르고 대업을 완수할 것을 강조하였다. 김육이 추진하던 대동법 시행을 김집 등과 함께 강력 반대하기도 하였다.

### 생애 후반

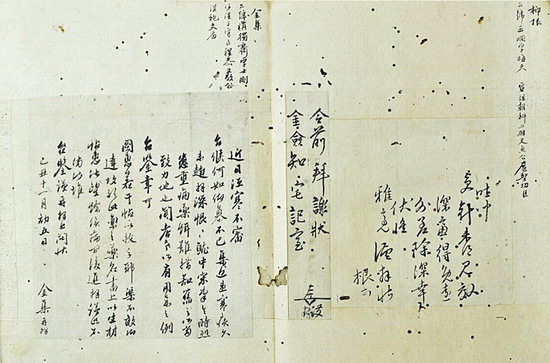
김집과 유근의 서신

이후 영돈령부사로 있다가 1650년 5월 28일 녹봉을 수령하지 않았다 하여 효종이 녹봉을 내려 승지가 달구지에 싣고 갔으나 업무를 보지 않았으니 받지 못한다며 도로 실어가게 하였다. 그해 8월 다시 치사(致仕)를 청하였으나 효종은 불허하였다.
1651년 5월 28일 영돈녕부사 직 등 모든 직함을 사직하였으나 불허하였고, 11월 13일 병이 나자 어의(御醫)를 보내어 진찰하고 약물을 하사하였다. 1652년 4월 다시 사직상소를 올렸으나 거부되었고, 영돈령부사로 재직 중 사망하였다.
1653년 특명으로 의정부영의정이 증직되었다. 명필로도 이름이 높았으며, 문집으로 《청음전집》 40권이 있다.

### 사후
사후 1661년(현종 2) 효종의 묘정에 종묘배향 되었다. 《김상헌선생묘》는 남양주시 와부읍 덕소리 석실 안동김씨분산에 있다. 묘 앞에는 묘비·상석·향로석이 있고, 좌우로는 문인석이 1쌍 배치되어 있는데, 묘비는 현종 10년(1669)에 세워진 것이다. 묘의 오른쪽에는 현종 12년(1671)에 세운 신도비(神道碑:왕이나 고관 등의 평생 업적을 기리기 위해 무덤 근처 길가에 세운 비)가 있는데, 비문은 앞면에 손자 곡운 김수증이 쓴 글이 있고 뒷면에 동춘당 송준길이 쓴 글이 있다. 1987년 2월 12일 경기도의 기념물 제100호로 지정되었다.

## 가계
- 조부 : 김생해(金生海, 1512 ~ 1558)
  - 양부 : 김대효(金大孝, 1531 ~ ?)
  - 양모 : 참판(參判) 이영현(李英賢)의 딸 광주 이씨
  - 양모 : 정태형(鄭泰亨)의 딸 연일 정씨
  - 양모 : 보천부정(甫川副正) 이억정(李億正)의 딸 전주 이씨
  - 생부 : 김극효(金克孝, 1542 ~ 1618)
- 외조부 : 정유길(鄭惟吉, 1515 ~ 1588)
- 외조모 : 원대은개(元大隱介, 1514 ~ ?)
  - 생모 : 정말정(鄭末貞, 1542 ~ ?)[6]
    - 형 : 김상용(金尙容, 1561 ~ 1637)
    - 형 : 김상관(金尙寬, 1566 ~ 1621)
    - 형 : 김상건(金尙謇, 1567 ~ 1604)
    - 남동생 : 김상복(金尙宓, 1573 ~ 1652)
    - 정부인 : 선부관(宣傳官) 증 참의(贈 參議) 이의로(李義老)의 딸 정경부인 성주 이씨
      - 양자 : 김광찬(金光燦, 1597 ~ 1668)- 형 김상관(金尙寬)의 차남
      - 며느리 : 김내(金琜)[7]의 딸 연안 김씨
        - 손녀 : 김복희(金復喜, 1614 ~ ?)
        - 손녀 : 김계희(金繼喜, 1616 ~ ?)
        - 손녀 : 김영희(金永喜, 1620 ~ ?)
        - 손자 : 김수증(金壽增, 1624 ~ ?)
        - 손자 : 김수흥(金壽興, 1626 ~ 1690) - 형 김상관(金尙寬)의 장남 김광혁(金光爀)의 양자로 출계
        - 손자 : 김수항(金壽恒, 1629 ~ 1689)
        - 손녀 : 김태희(金兌喜, 1632 ~ ?)
        - 손녀 : 김묘현(金妙賢, 1633 ~ ?)

      - 며느리(양첩) : 이름 미상
        - 서손자 : 김수징(金壽徵, 1636 ~ ?)
        - 서손자 : 김수응(金壽應, 1640 ~ ?)
        - 서손자 : 김수칭(金壽稱, 1642 ~ ?)
        - 서손자 : 김수능(金壽能, 1644 ~ ?)
        - 서손녀 : 양천 허씨 허서(許墅)의 처

## 저서
- 《야인담록(野人談錄)》
- 《독례수초(讀禮隨)》
- 《남사록(南槎錄)》
- 《청음전집》 40권

## 가노라삼각산아
청나라에 압송되어 가면서 조국의 산천을 돌아보며 남긴 시조가 널리 회자되었다.
| “ | 가노라 삼각산아, 다시 보자 한강수야 고국 산천을 떠나고자 하랴마는 시절이 하 수상하니 올동말동 하여라 | ” |
|   | — 《청구영언》                                                                                       |   |

## 관련 문화재
- 조천신장 (대전광역시 유형문화재 제15호)
- 설교시첩 (대전광역시 유형문화재 제27호)
- 문정공 김상헌 진적 (대전광역시 유형문화재 제58호)
- 문정공왕고간독 (대전광역시 문화재자료 제22호)
- 석실갈초 (대전광역시 문화재자료 제63호)

## 유적지
경북 안동시 풍산읍 소산리에 김상헌의 고조부인 사헌부장령 김영수의 생가고택인 양소당(養素堂)과 김영수 형제들이 건립한 삼구정(三龜亭) 정자가 있으며, 증조부 김번이 최초건립하고 김상헌이 새로 중건한 청원루(淸遠樓)가 있다. 소산리 마을뒷산 역동묘역에는 김상헌의 5대조부인 한성부판관 김계권의 묘를 위시하여 고조부 김영수와 그의형제 김영전 김영추 등 여러기의 묘가 있다. 경기도 남양주시 와부읍 덕소리 석실에는 증조부 평양서윤 김번의 묘를 필두로 하여 조부 김생해, 아버지 김대효 김극효, 김상헌 김상용, 아들 김광찬묘 등이 있다. 그의 집은 지금의 서울 종로구 효자동, 궁정동, 청와대 일대의 장동에 있었으며, 신안동 김씨였던 그의 집안이 장동 김씨로 불리는 이유가 됐다.

## 관련 작품

### 드라마
- 《대명》 (KBS, 1981년, 배우:임동진)
- 《남한산성》 (MBC. 1986년~1987년, 배우:정욱)
- 《궁중잔혹사 - 꽃들의 전쟁》 (JTBC, 2013년, 배우:한인수)
- 《화정》 (MBC. 2015년, 배우:이재용)
- 《연인》 (MBC, 2023년, 배우:최종환)

### 연극
- 김성원 - 1990년 《남한산성》, 연극
- 손광업 - 2010년 《남한산성》, 연극

### 영화
- 김윤석 - 《남한산성》 (2017년)

### 소설
- 남한산성 (2007년, 김훈 작)

## 같이 보기
- 인조 반정
- 병자호란
- 정묘호란
- 김상용
- 최명길
- 강홍립
- 임경업
- 민회빈 강씨
- 문성군부인
- 광해군
- 인선왕후